# Филали, Насреддин
Насредди́н Филали́ (род. 18 января 1984) — алжирский боксёр, представитель первой полусредней весовой категории. Выступал за сборную Алжира по боксу на всём протяжении 2000-х годов, серебряный призёр Всеафриканских игр в Абудже, победитель и призёр турниров международного значения, участник летних Олимпийских игр в Афинах.

## Биография
Насреддин Филали родился 18 января 1984 года.
В 2002 году выступил на чемпионате мира среди юниоров в Сантьяго-де-Куба, где был остановлен на стадии 1/16 финала первой полусредней весовой категории.
Первого серьёзного успеха на взрослом международном уровне добился в сезоне 2003 года, когда вошёл в основной состав алжирской национальной сборной и побывал на Всеафриканских играх в Абудже, откуда привёз награду серебряного достоинства. Также в этом сезоне выступил на Афроазиатских играх в Хайдарабаде, где дошёл до четвертьфинала, и принял участие в матчевой встрече со сборной Италии — проиграл досрочно в третьем раунде итальянскому боксёру Микеле ди Рокко.
Благодаря череде удачных выступлений удостоился права защищать честь страны на летних Олимпийских играх 2004 года в Афинах, тем не менее, провёл здесь только один единственный бой — на предварительном этапе категории до 64 кг потерпел досрочное поражение от болгарина Бориса Георгиева, который в итоге стал бронзовым призёром этого олимпийского турнира.
После афинской Олимпиады Филали остался в составе боксёрской команды Алжира и продолжил принимать участие в крупнейших международных турнирах. Так, в 2007 году он одержал победу на домашних Арабских военных играх в Алжире, выступил на всемирном чемпионате Международного совета военного спорта в Индии и на Панарабских играх в Каире, где на стадии четвертьфиналов был побеждён тунисцем Хамзой Хассини.
В 2011 году боксировал на международном турнире «Белградский победитель» в Сербии, где в четвертьфинале первой полусредней весовой категории проиграл венгру Дьюле Кате.